# Католикос-патриарх Грузии
Святейший и Блаженнейший Католикос-Патриарх всея Грузии, Архиепископ Мцхетский и Тбилисский, митрополит Пицундский, Сухумский и Абхазский (груз. უწმინდესი და უნეტარესი, სრულიად საქართველოს კათოლიკოს-პატრიარქი, მთავარეპისკოპოსი მცხეთა-თბილისისა და მიტროპოლიტი ბიჭვინთისა და ცხუმ-აფხაზეთისა) — официальный титул предстоятеля Грузинской Православной Церкви. Предстоятель Грузинской Церкви единственный из всех православных Патриархов носит титул Католикоса.
Грузинская Православная Церковь — также одна из древнейших, в диптихе Церквей стоит сразу после Русской Православной Церкви. Ныне её возглавляет Католикос-Патриарх Илия II (с 1977).
Резиденция Католикосов-Патриархов всея Грузии располагается в Сионском соборе в Тбилиси.

## Католикосы-патриархи всея Грузии
1. Мелхиседек I (1012—1030, 1039—1045)
2. Иоанн II (Окропири) (1031—1039, 1045—1049)
3. Евфимий I (1049—1055)
4. Георгий III (Таоэли; 1055—1065)
5. Гавриил III (Сапарели; 1065—1080)
6. Димитрий (1080—1090)
7. Василий III (Каричисдзе; 1090—1100)
8. Иоанн IV (Сапарели; 1100—1142)
9. Свимон IV (Гулаберисдзе; 1142—1146)
10. Савва II (1146—1150)
11. Николай I (Гулаберисдзе; 1150—1174)
12. Михаил IV (Мирианисдзе; 1178—1186)
13. Феодор II (1186—1206)
14. Василий IV (1206—1208)
15. Иоанн V (1208—1210)
16. Епифаний (1210—1220)
17. Евфимий II (1220—1222)
18. Арсений III (1222—1225)
19. Георгий IV (1225—1230)
20. Арсений IV (Булмаисимисдзе; 1230—1240)
21. Николай II (1240—1280)
22. Авраамий I (1280—1310)
23. Евфимий III (1310—1325)
24. Михаил V (1325—1330)
25. Василий V (1330—1350)
26. Дорофей I (1350—1356)
27. Шио I (1356—1364)
28. Николай III (1364—1380)
29. Георгий V (1380—1399)
30. Илия I (Гобирахисдзе; 1399—1411)
31. Михаил VI (1411—1426)
32. Давид II (Багратиони; 1426—1430), сын царя Александра Великого
33. Феодор III (1430—1435)
34. Давид III (Гобеладзе; 1435—1439, 1443—1459)
35. Шио II (1440—1443)
36. Марк (1460—1466)
37. Давид IV (1466—1479)
38. Евагрий (1480—1492, 1500—1503)
39. Авраамий II (1492—1497)
40. Ефрем I (1497—1500)
41. Дорофей II (1503—1510, 1511—1516)
42. Дионисий (1510—1511)
43. Василий VI (1517—1528)
44. Малахия (1528—1538)
45. Мелхиседек II (Багратиони; 1538—1541), сын царя Константина II
46. Герман (1541—1547)
47. Свимон V (1547—1550)
48. Зеведей I (1550—1557)
49. Доментий I (1557—1562)
50. Николай IV (Бараташвили; 1562—1584)
51. Николай V (Багратиони; 1584—1591), сын царя Кахети Левана
52. Дорофей III (1592—1599)
53. Доментий II (1599—1603)
54. Зеведей II (1603—1610)
55. Иоанн VI (Авалишвили; 1610—1613)
56. Христофор I (1613—1622)
57. Захария (Джорджадзе; 1623—1630)
58. Евдемий I (Диасамидзе; 1630—1638)
59. Христофор II (Урдубегишвили Амилахвари; 1638—1660)
60. Доментий III (Багратиони; 1660—1675), сын Кайхосро Мухранбатони, двоюродный брат царя Вахтанга V
61. Николай VI (Магаладзе; 1675—1676)
62. Николай VII (Амилахвари; 1676—1687, 1691—1695)
63. Иоанн VII (Диасамидзе; 1687—1691, 1696—1700)
64. Евдемий II (Диасамидзе; 1700—1703)
65. Доментий IV (Багратиони; 1704—1725, 1739—1741), брат царя Вахтанга VI
66. Виссарион (Орбелиани; 1725—1737)
67. Кирилл (1737—1739)
68. Николай VIII (Херхеулидзе; 1742—1744);
69. Антоний I (Теймураз Багратиони; 1744—1755, 1764—1788), сын царя Иессе
70. Иосиф (Джандиери; 1755—1764)
71. Антоний II (Багратиони; 1788—1811), сын царя Картл-Кахети Ираклия II

### Патриархи новейшего времени
| №  | Портрет | Имя (годы жизни)                                          | Мирское имя                             | Период правления | Период правления                 | Комментарии                                                          |
| №  | Портрет | Имя (годы жизни)                                          | Мирское имя                             | Начало           | Конец                            | Комментарии                                                          |
| -- | ------- | --------------------------------------------------------- | --------------------------------------- | ---------------- | -------------------------------- | -------------------------------------------------------------------- |
| 72 |         | Кирион II (10 (22) ноября 1855 — 13 июня 1918)            | Георгий Иеронимович Садзаглишвили       | 1 октября 1917   | 26 июня 1918 ( 268 дней)         |                                                                      |
| 73 |         | Леонид (15 (27) февраля 1861 — 11 июня 1921)              | Лонгиноз Соломонович Окропиридзе        | 28 ноября 1918   | 11 июня 1921 (2 года 195 дней)   | С марта по октябрь 1917 года — Местоблюститель патриаршего престола  |
| 74 |         | Амвросий (7 (19) сентября 1861 — 29 марта 1927)           | Виссарион Зосимович Хелая               | 14 октября 1921  | 29 марта 1927 (5 лет 166 дней)   |                                                                      |
| 75 |         | Христофор III (27 марта (8 апреля) 1873 — 10 января 1932) | Христофор Мурманович Цицкишвили         | 21 июня 1927     | 10 января 1932 (4 года 203 дня)  | С марта по июнь 1927 года — Местоблюститель патриаршего престола     |
| 76 |         | Каллистрат (12 апреля 1866 — 3 февраля 1952)              | Каллистрат Михайлович Цинцадзе          | 21 июня 1932     | 3 февраля 1952 (19 лет 227 дней) |                                                                      |
| 77 |         | Мелхиседек III (2 ноября 1872 — 10 января 1960)           | Михаил Георгиевич Пхаладзе              | 5 апреля 1952    | 10 января 1960 (7 лет 280 дней)  |                                                                      |
| 78 |         | Ефрем II (19 октября 1896 — 7 апреля 1972)                | Григорий Шиоевич Сидамонидзе            | 21 февраля 1960  | 7 апреля 1972 (12 лет 46 дней)   | С января по апрель 1960 года — Местоблюститель патриаршего престола  |
| 79 |         | Давид VI (24 марта 1903 — 9 ноября 1977)                  | Харитон Джибоевич Девдариани            | 1 июля 1972      | 9 ноября 1977 (5 лет 131 день)   |                                                                      |
| 80 |         | Илия II (род. 4 января 1933)                              | Ираклий Георгиевич Гудушаури-Шиолашвили | 23 декабря 1977  | н. в. (47 лет 2 месяца 14 дней)  | С ноября по декабрь 1977 года — Местоблюститель патриаршего престола |